# عقد 120
عقد 120 هو عقد امتد بين 1 يناير 120 و31 ديسمبر 129 بحسب التقويم الميلادي. سبقه عقد 110 ولحقه عقد 130.

## مواليد
- ماركوس أوريليوس (121)
- جالينوس (129)
- برتيناكس (126)
- لوكيوس أبوليوس (125)
- لوقيان السميساطي (125)
- فوستينا الصغرى (125)

## وفيات
- سيكتوس الأول (124)
- الإمبراطور أن من هان (125)
- فلوطرخس (127)
- تساي لون (121)
- سويتونيوس (126)
- إبريموس (121)

## كتب
- Yves Denis Papin (1998). Chronologie de l'histoire ancienne. Lieu de publication non identifié: Éditions Jean-paul Gisserot. ISBN:2-87747-346-5. OCLC:40746926. مؤرشف من الأصل في 2022-03-16.
- موسوعة حضارة العالم (2002) لأحمد محمد عوف.

## روابط خارجية
- تصفح سنة بسنة عقد 120 على موقع onthisday.com
- تصفح سنة بسنة عقد 120 ابتداءً من سنة عقد 120 على موقع المكتبة الوطنية الفرنسية